# Distrito de Rin-Sieg
El distrito de Rin-Sieg (en alemán: Rhein-Sieg-Kreis) es un kreis (distrito) en Alemania ubicado al sur del estado federado de Renania del Norte-Westfalia. Es un distrito con alta densidad de población, el tercero en el territorio alemán. El distrito está rodeado por la ciudad de Bonn y forma parte debido a esto de la región Bonn/Rhein-Sieg. La capital del distrito es la ciudad de Siegburg.

## Historia
El distrito, tal y como es conocido hoy en día, fue creado en el año 1969, durante la reorganización de los distritos administrativos en Renania del Norte-Westfalia, mediante la fusión del viejo distrito de Sieg y el distrito de Bonn (del cual la ciudad de Bonn fue separada en el año 1887). El distrito de Sieg había sido creado anteriormente en 1825. Hoy ambos distritos ya no tienen existencia desde el punto de vista administrativo.

## Composición del distrito
Ciudades
1. Bad Honnef (25.237)
2. Bornheim (48.443)
3. Hennef (45.444)
4. Königswinter (41.202)
5. Lohmar (31.216)
6. Meckenheim (25.041)
7. Niederkassel (36.546)
8. Rheinbach (26.655)
9. Sankt Augustin (56.072)
10. Siegburg (Kreisstadt) (39.076)
11. Troisdorf (76.714)

Gemeinden
1. Alfter (22.724)
2. Eitorf (19.741)
3. Much (15.071)
4. Neunkirchen-Seelscheid (20.974)
5. Ruppichteroth (10.774)
6. Swisttal (18.248)
7. Wachtberg (19.947)
8. Windeck (21.160)

(Habitantes a 30 de junio de 2006)

## Literatura
- Die Kunstdenkmäler des Siegkreises, bearb. v. E. Renard, Düsseldorf 1907 (Die Kunstdenkmäler der Rheinprovinz, Bd. 5.4).
- Karl Künster u. S. Schneider: Der Siegkreis, Bonn 1959 (Die deutschen Landkreise. Die Landkreise in Nordrhein-Westfalen, Reihe A Nordrhein, Tomo 4).
- Herbert Schmidt: Aus der Wald- und Forstgeschichte des Siegkreises. Eine Auswertung des Archivs des Staatlichen Forstamtes Siegburg, Siegburg 1973 (Veröffentlichung des Geschichts- und Altertumsvereins für Siegburg und den Rhein-Sieg-Kreis e.V., Tomo 10).
- Die Akten des Landkreises Bonn, bearb. v. Herbert Weffer, Siegburg 1992 (Quellen zur Geschichte des Rhein-Sieg-Kreises, 13).
- Claudia Maria Arndt, Sven Kuttner u. Monika Marner: Bibliographie zur jüdischen Geschichte und Kultur im Rhein-Sieg-Kreis. Ludwig-Maximilians-Universität, München 2005 (Volltext als PDF).